# 荒木隆司
荒木 隆司（あらき りゅうじ、1940年1月29日 - ）は日本出身の実業家。元トヨタ自動車株式会社取締役副社長。

## 略歴
- 1962年: 慶應義塾大学法学部卒業
- 1962年: トヨタ自動車工業株式会社入社（現トヨタ自動車株式会社）
- 1992年: 取締役
- 1997年: 常務取締役
- 1999年: 専務取締役
- 2001年: 取締役副社長（経理財務担当）
- 2005年: トヨタ自動車相談役（後に顧問）
- 2005年: あいおい損害保険株式会社取締役会長
- 2005年: トヨタファイナンシャルサービス株式会社取締役会長（兼任）
- 2007年: 同社相談役
- 2008年: あいおい損害保険特別顧問
- 2009年: 株式会社三菱UFJフィナンシャル・グループ社外取締役
- 2010年: 藍綬褒章受章

この間、浜松ホトニクス監査役、ダイハツ工業監査役、日本自動車工業会理事、豊田法人会会長、国有財産東海地方審議会会長などを歴任した。

## 著書

### 共著
- 『経営革新.v.2』鈴木敏文・林昇一監修、中央大学総合政策研究科経営グループ編、中央大学出版部、2006年

### 監訳
- 『エマージングマーケットとは何か』マーク・モビアス著、ダイヤモンド社、1995年